# Miniaturizzazione
La miniaturizzazione è la costante tendenza tecnologica al rimpicciolimento di dispositivi meccanici, ottici ed elettronici.

## Storia
Sebbene già praticata in tempi antichi, la miniaturizzazione si afferma come paradigma dominante nell'età moderna e contemporanea: gli studi sull'atomo aprono la strada alla miniaturizzazione con la nascita dell'elettronica ed il successivo sviluppo di circuiti integrati sempre più diffusi, economici e potenti, che paiono aver rispettato le previsioni della Legge di Moore di un costante aumento della densità del numero di componenti a parità di volume occupato.
La miniaturizzazione ha portato inoltre alla nascita dei cosiddetti "sistemi microelettromeccanici" spesso detti MEMS (acronimo di micro electro-mechanical systems), ovvero dispositivi microscopici di varia natura (meccanici, elettrici o elettronici) integrati su uno stesso substrato di materiale semiconduttore, ad esempio silicio, che coniugano le proprietà elettriche degli integrati a semiconduttore con proprietà opto-meccaniche.
La miniaturizzazione ha avuto anche un impatto importante nell'industria aerospaziale, portando ad esempio ala creazione nel 2003 del primo satellite miniaturizzato di tipo CubeSat.
Le nanotecnologie spingono la miniaturizzazione ancora oltre, con la creazione di dispositivi piccolissimi, dell'ordine del nanometro (cioè un miliardesimo di metro), da cui il nome.

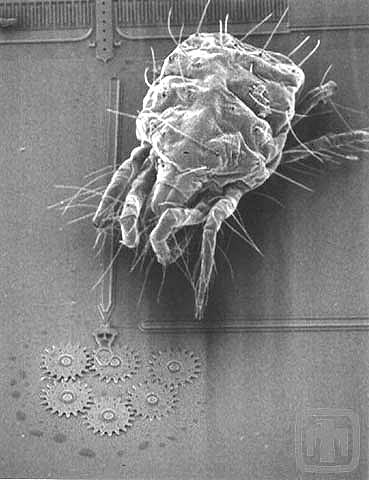
Confronto delle dimensioni di un acaro con degli ingranaggi MEMS.
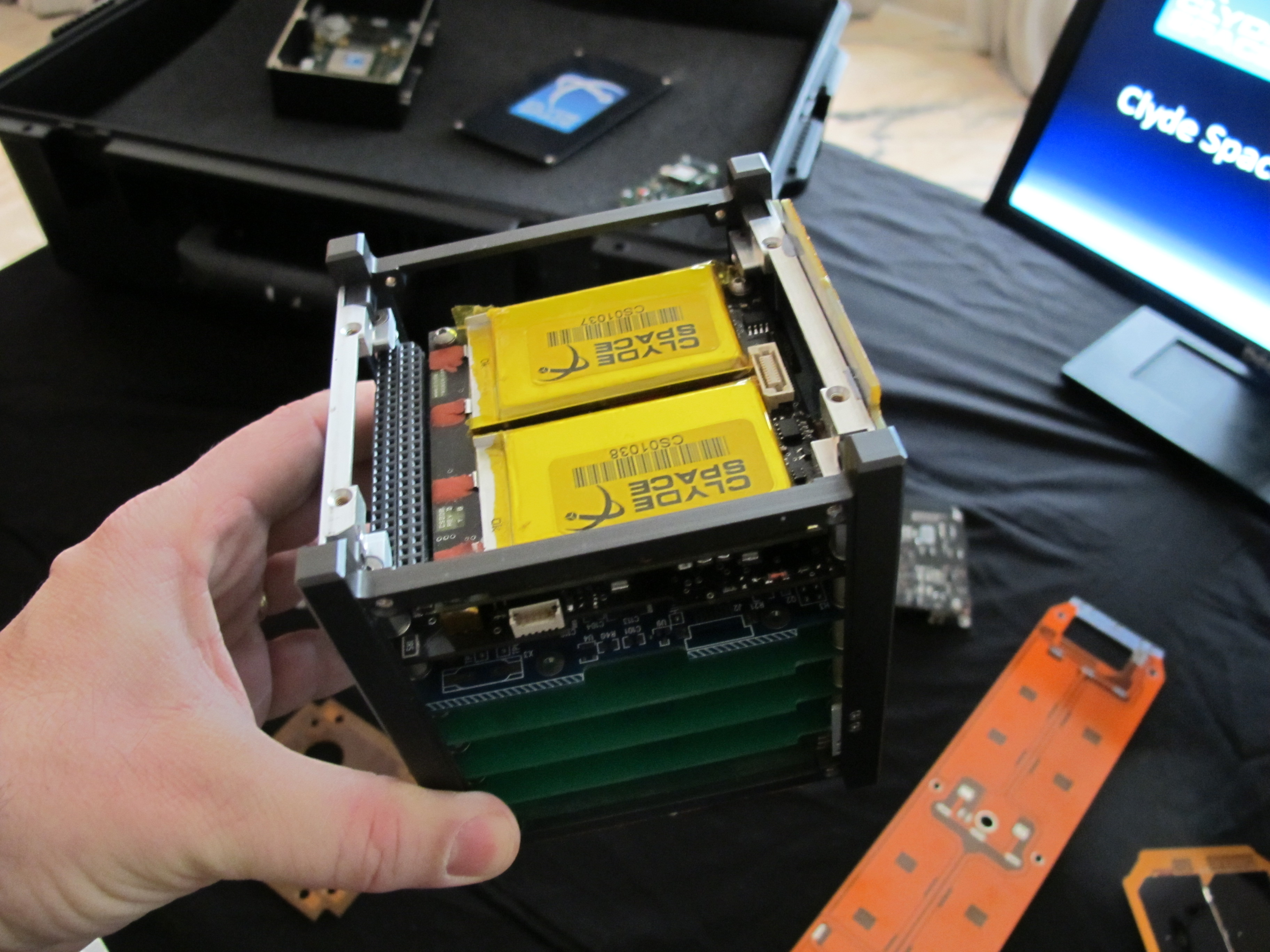
La struttura di un satellite miniaturizzato CubeSat 1U.
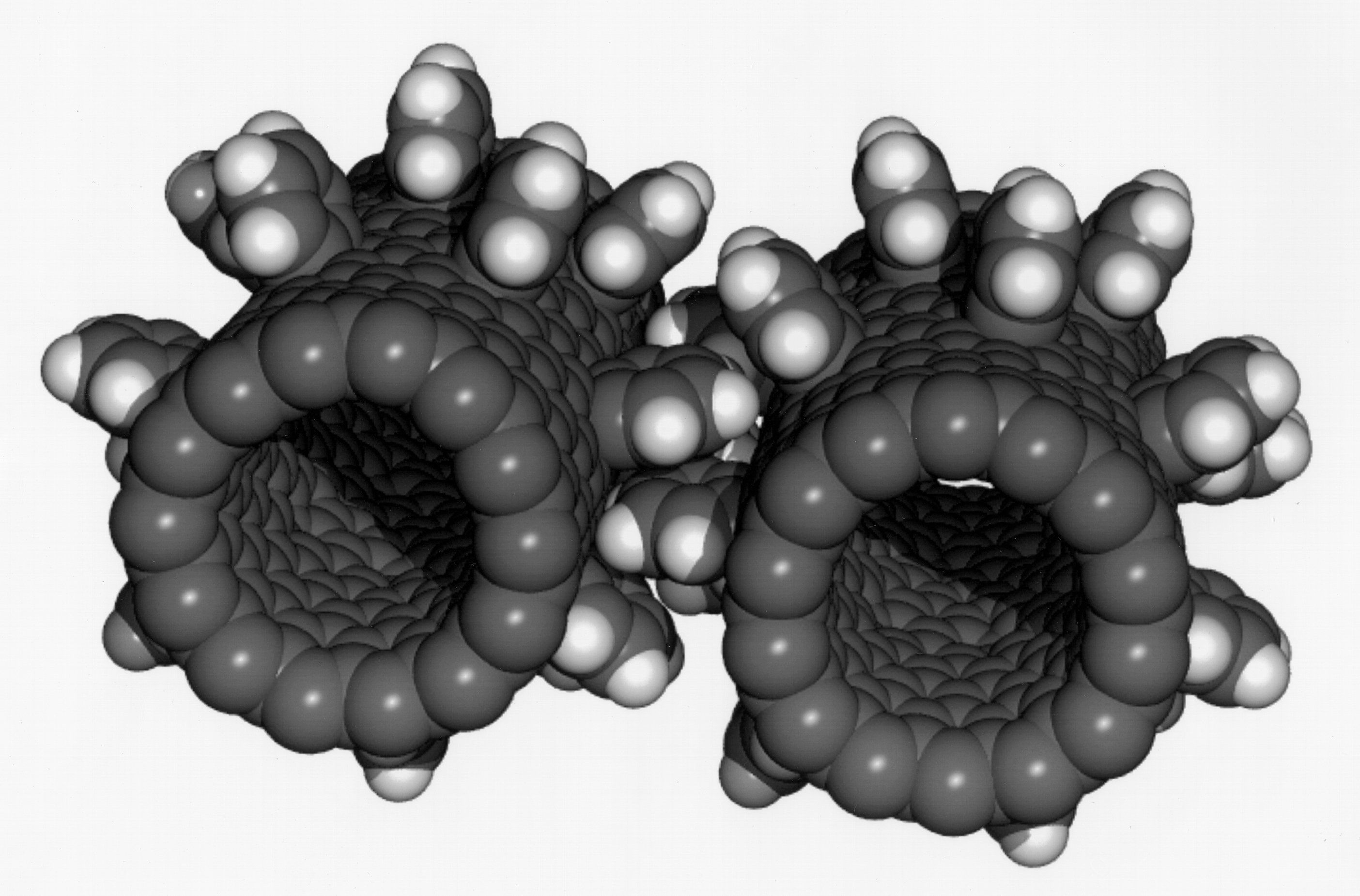
Rappresentazione al computer di un "ingranaggio" di dimensione nanometrica